# Buna (rzeka w Albanii)

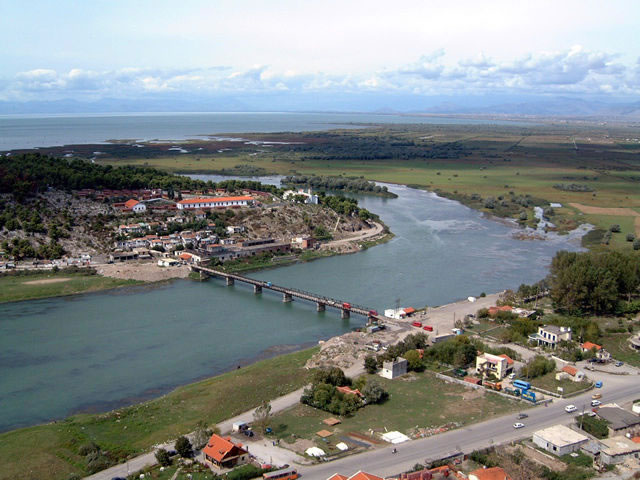
Odpływ Buny z Jeziora Szkoderskiego

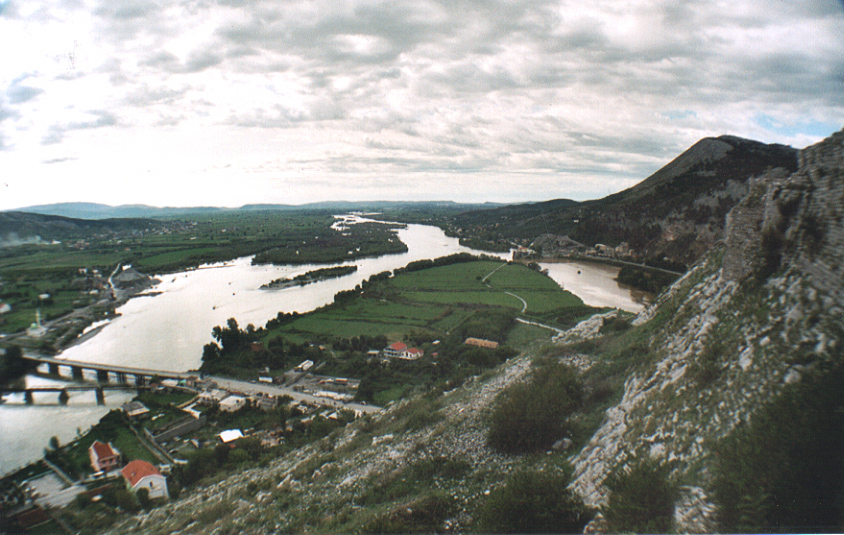
Połączenie z Drinem

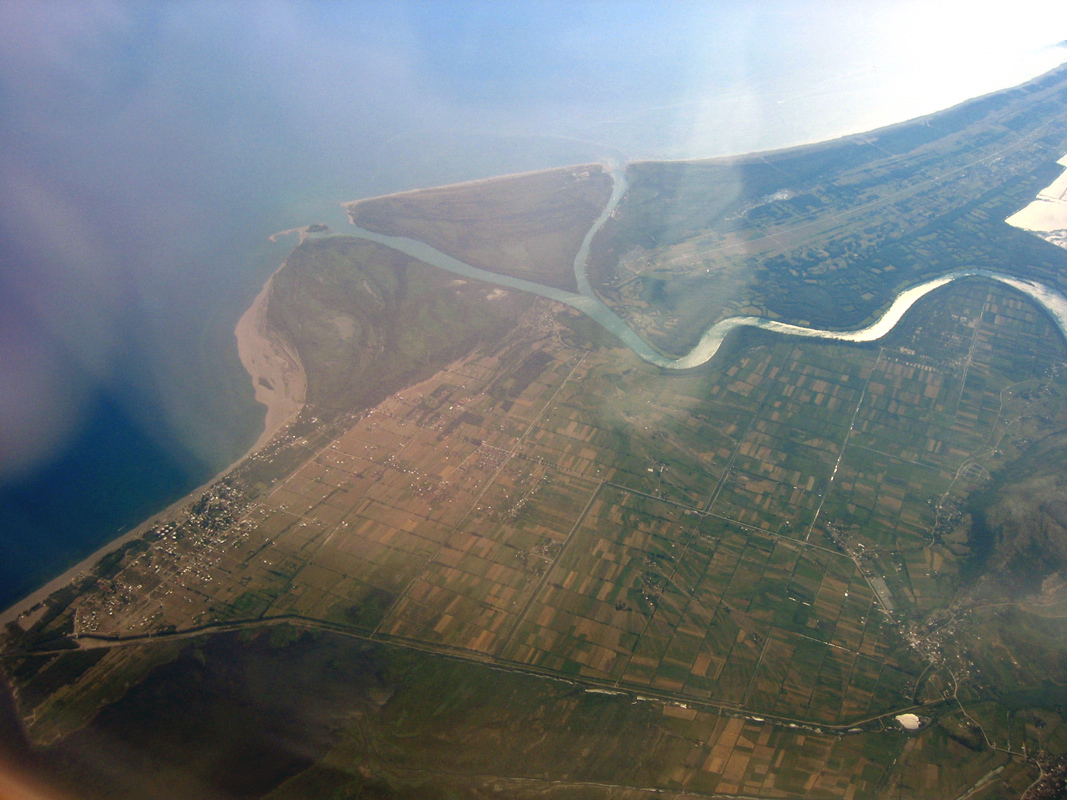
Ujście Buny

Buna (alb. Bunë, Buna; serb. Бојана, Bojana) – krótka rzeka w północnej Albanii i w południowej Czarnogórze, połączenie Jeziora Szkoderskiego z Morzem Adriatyckim. Długość – 44 km (14 km w Albanii, 30 km tworzy granicę albańsko-czarnogórską), powierzchnia zlewni – 5187 km², średni przepływ – 352 m³/s (druga pod tym względem rzeka Adriatyku). Rzeka jest w zasadzie żeglowna, ale żeglugę uniemożliwiają niskie mosty.
Buna wypływa z południowego krańca Jeziora Szkoderskiego, tuż na południe od Szkodry, i silnie meandrując, płynie na południowy zachód. Zaraz po wypłynięciu z jeziora Buna przyjmuje swój dziesięciokrotnie większy dopływ Drin. Od wsi Muriqan do ujścia stanowi granicę albańsko-czarnogórską. Uchodzi do Adriatyku w północnej części Zatoki Drińskiej.
Główne ramię Drinu uchodzi do Buny od wielkiej powodzi w 1858. Drin niesie w tym miejscu 320 m³/s wody, podczas gdy Buna – 32 m³/s.
W niewielkiej delcie leży mała wyspa Ada ze znaną plażą i kempingiem dla naturystów. Na brzegu naprzeciw wyspy zlokalizowane są restauracje rybne oferujące ryby poławiane na miejscu za pomocą szerokich podrywek. Wzdłuż obu brzegów tej odnogi rzeki rozwija się budownictwo rekreacyjne, w tym specyficzne drewniane domy na palach z podłogami usytuowanymi nad lustrem wody. Środkiem nurtu odnogi północnej przebiega granica państwowa Albanii i Czarnogóry.